# Cabuwazi

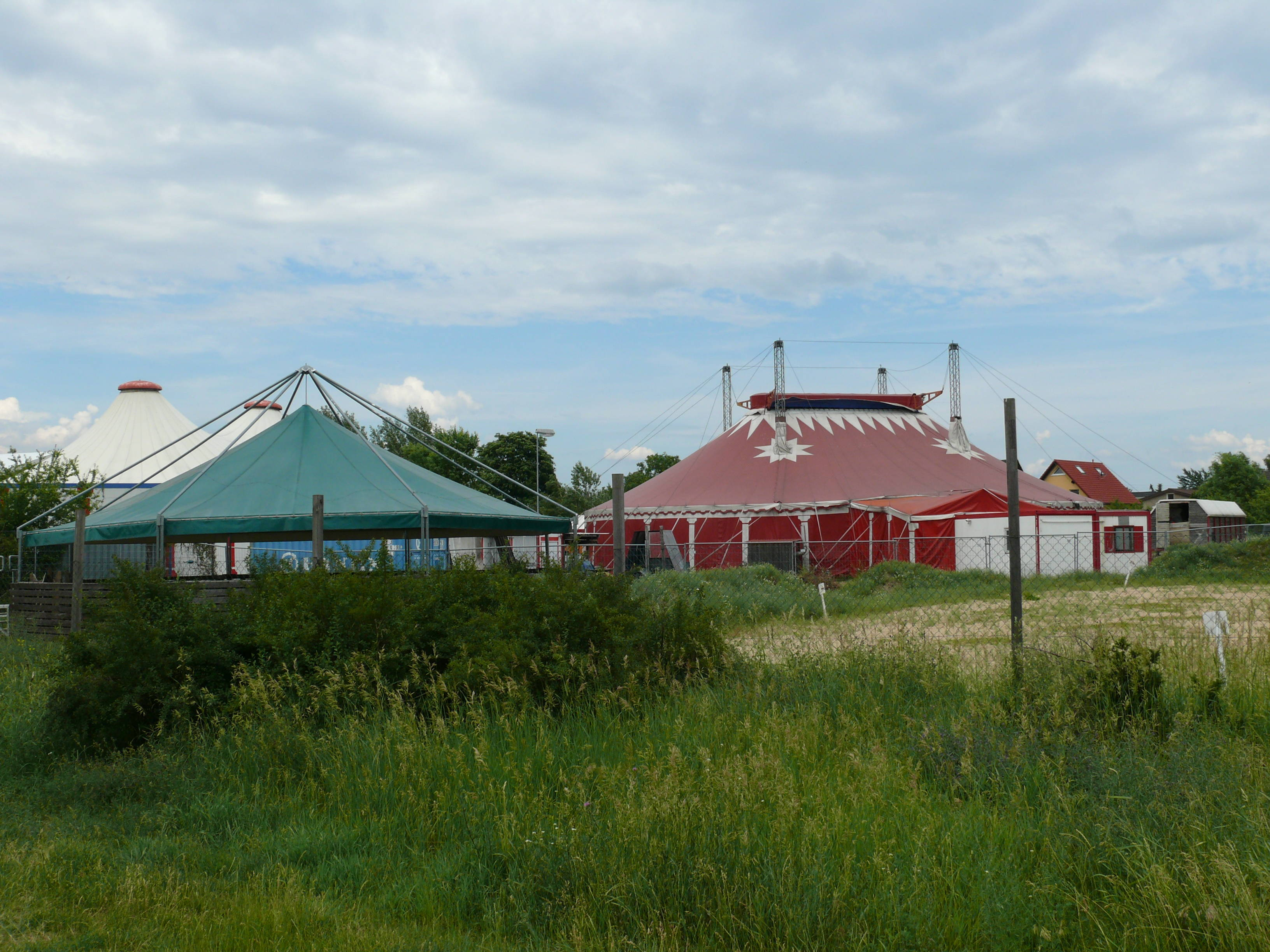
Cabuwazi-Zirkuszelte in Berlin-Altglienicke, Blindschleichengang

Cabuwazi ist ein Berliner Kinderzirkus. Er hat seine Domizile in den Ortsteilen Tempelhof, Kreuzberg, Alt-Treptow, Marzahn, Altglienicke sowie Neu-Hohenschönhausen. Er ist einer der größten Kinder- und Jugendzirkusse in Europa.

## Geschichte

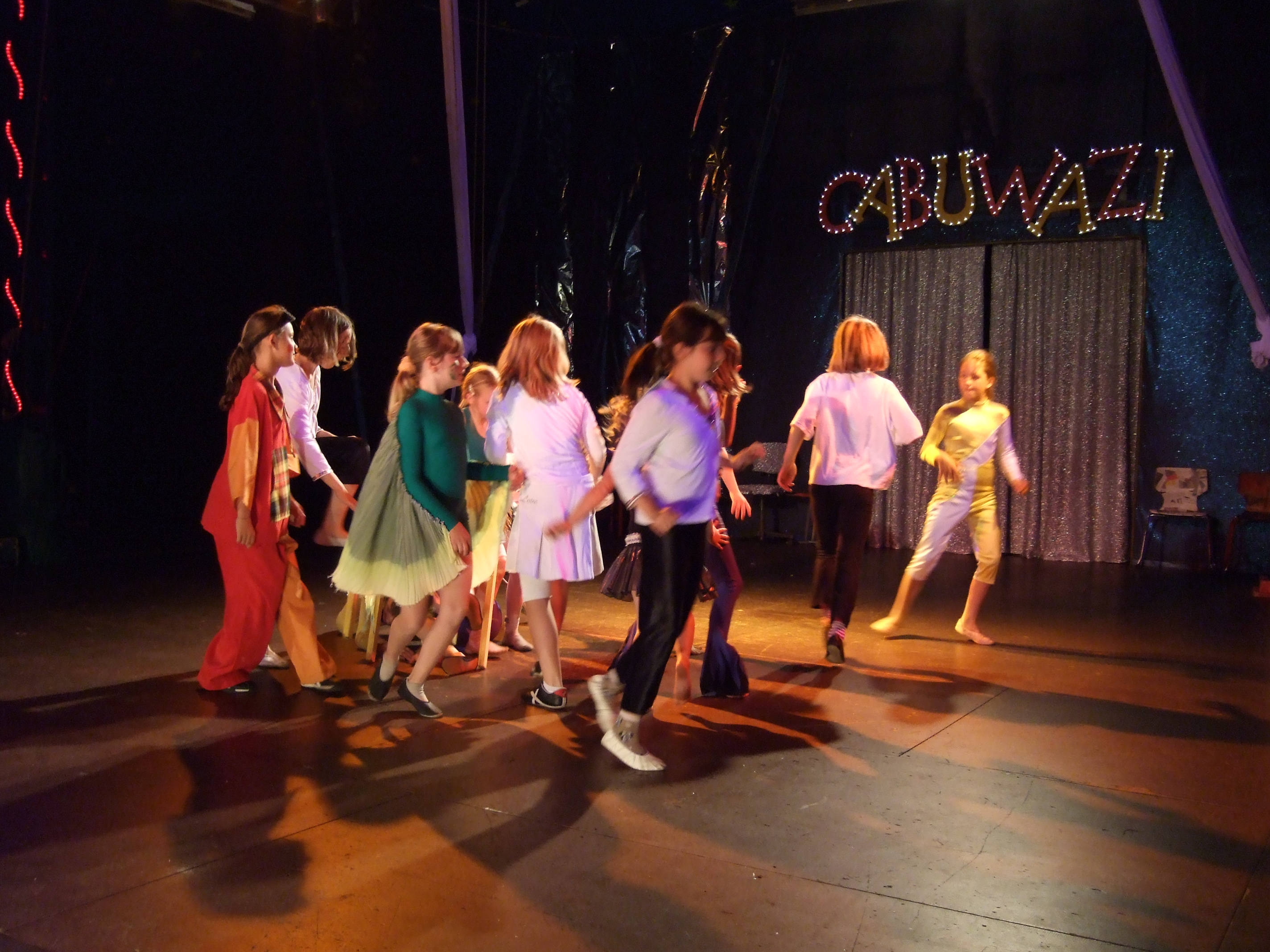
Kinder während einer Vorstellung des Kinder- und Jugendzirkus Cabuwazi e. V., 2009

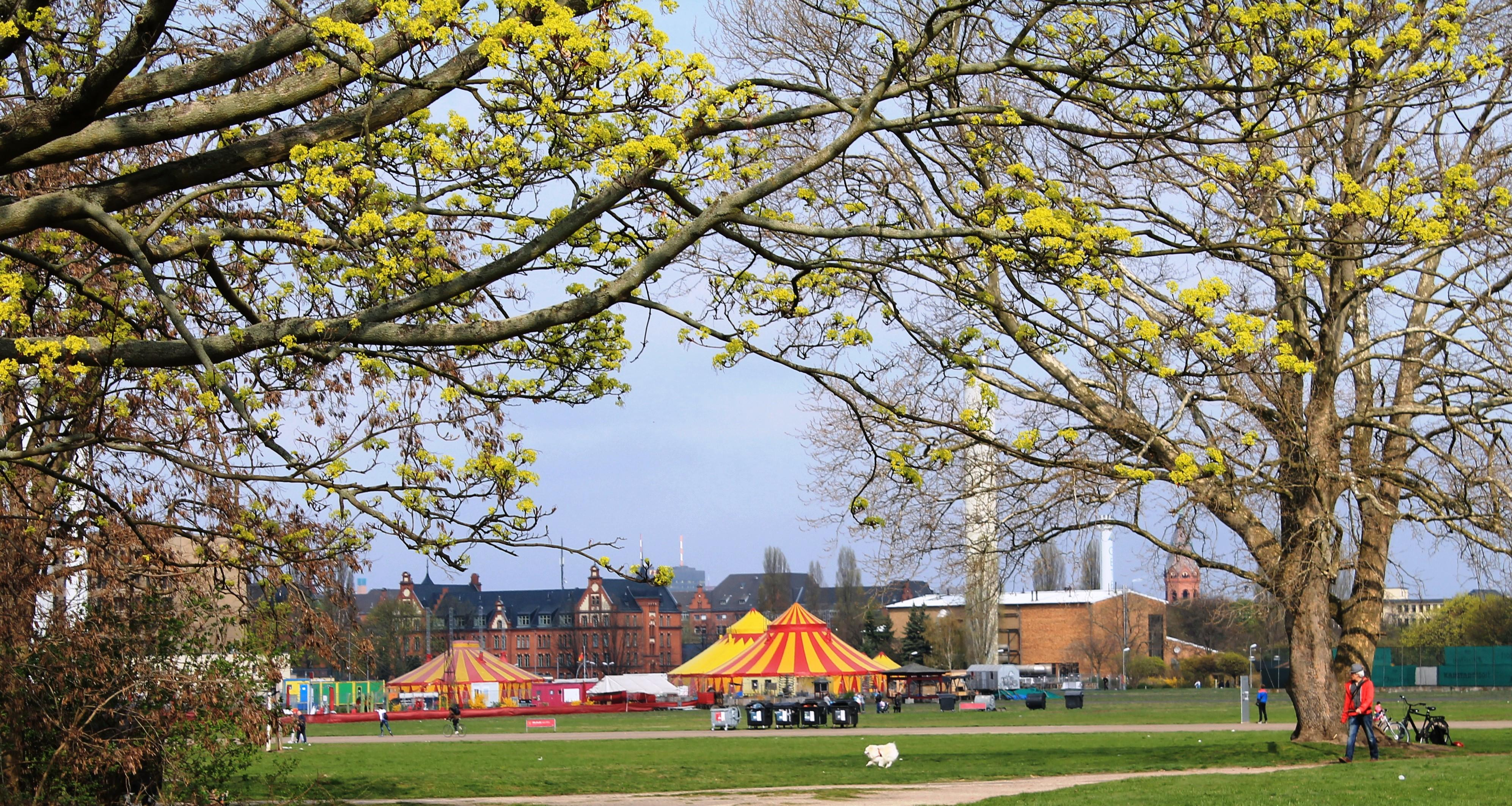
Blick über den ehemaligen Flughafen Tempelhof mit dem Kinderzirkus

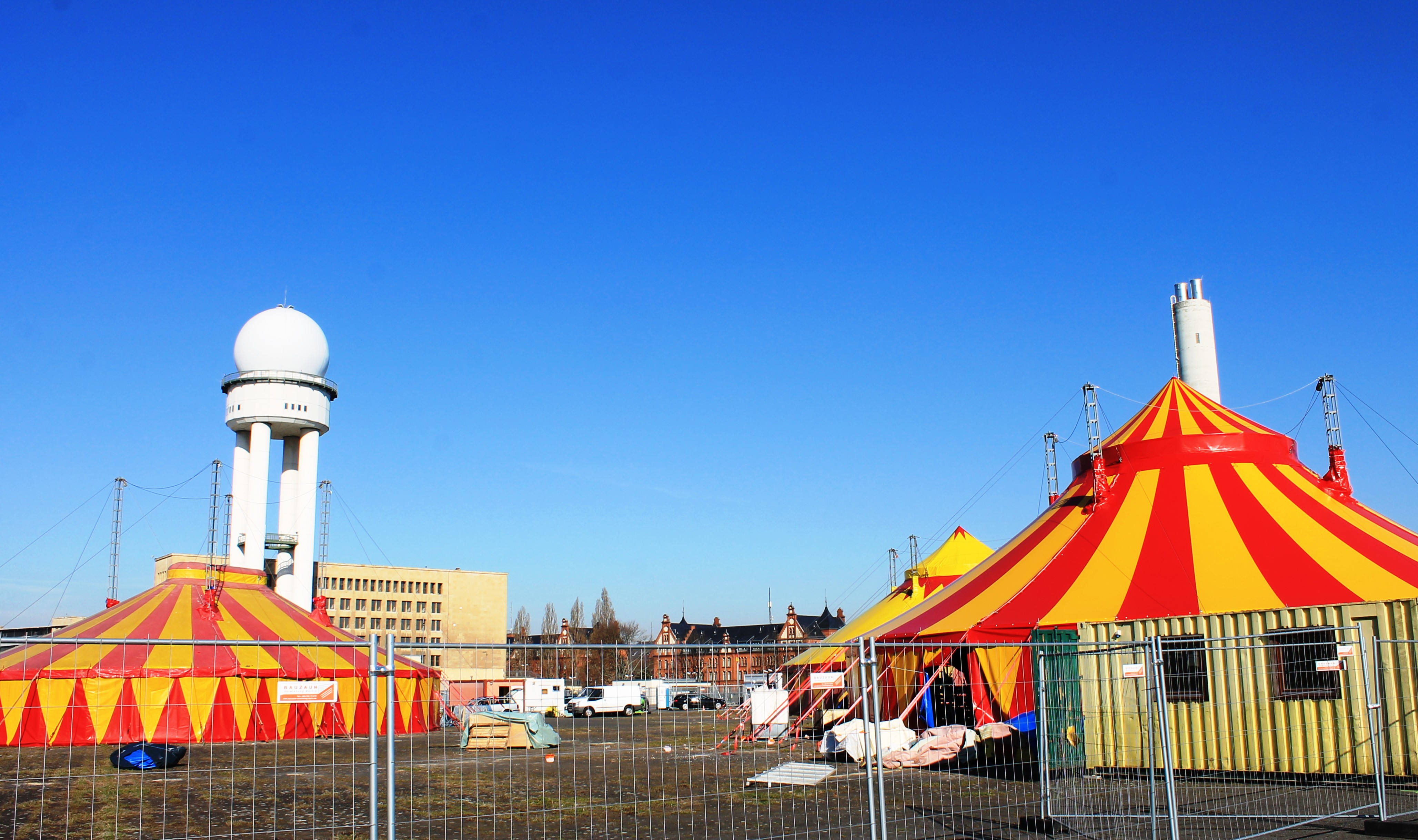
Cabuwazi-Zirkuszelte auf dem Vorfeld des Tempelhofer Flughafens

Im Jahr 1992 wurde der Zirkus als Einradfahrergruppe auf einem Hinterhof in Kreuzberg gegründet und firmiert seit 1994 unter dem Namen Cabuwazi als sozialpädagogischer Kulturbetrieb in Berlin. Der Name ist die Abkürzung für Chaotisch bunter Wanderzirkus.
Das Zirkustraining für Berliner und Flüchtlingskinder wird seit Ende 2015 in den Hangars des Flughafens Tempelhof durchgeführt und das Integrationsprojekt mit dem kompletten Umzug aus dem engen Postbahnhof in Friedrichshain intensiviert. So kommen Berliner und Flüchtlingskinder auch hier in offenen und geschlossenen Trainingsgruppen zusammen. Inzwischen stehen auf dem Vorfeld des Flughafens Tempelhof drei Zirkuszelte. In der Blumengrundschule Friedrichshain wird das Angebot der Arbeitsgemeinschaften trotzdem weitergeführt und die anderen Kooperationsgrundschulen fahren nach Tempelhof, um hier zu üben.
Im Mai 2021 eröffnete der Cabuwazi seinen jüngsten Standort in Neu-Hohenschönhausen, Wartenberger Straße 175. Der ehemalige Parkplatz befindet sich im Eigentum der Berliner Immobilienmanagement GmbH, die ihn zusammen mit den zuerst als Flüchtlingsunterkünfte aufgestellten Wohncontainern der Leitung des beliebten Zirkus kostenlos zur Verfügung stellte. Zwei Zelte in den Kennfarben gelb und rot gehören dazu sowie die Wohncontaineranlage, die nun für Büros, Technik, Trainingsräume, Sanitäranlagen, Schneiderei, Umkleideräume, Requisitenlager, Café und weiteres genutzt werden. Für die Einrichtung des neuen Standortes hatte sich die BVV Lichtenberg eingesetzt, damit die jungen Akrobaten zum Training nicht so weit nach Marzahn fahren müssen. Inzwischen sind hier fünf feste Mitarbeiter und zehn Honorarkräfte beschäftigt.

## Auszeichnungen
Der Zirkus erhielt 1998 als Auszeichnung für herausragende Leistungen in der Arbeit mit Kindern für Kinder den Kinderkulturpreis sowie den 1. Preis beim 10. Festival Européen d’Écolees de Cirque, 1999 den Projektpreis des Berliner Abgeordnetenhauses sowie den „Goldenen Zylinder“ beim Circusfest Köln luur ens, 2001 den Sonderpreis Newcomer Show Krystallpalast Varieté Leipzig, 2004 den Mete-Eksi-Preis, 2006 den Ausgezeichneten Lernort-Förderpreis Engagement zahlt sich aus – Kinderschutzpreis sowie den Deutschen Förderpreis für das Berufsorientierungsprojekt Manege und 2008 den Open Unicycle World. 2008 wurde der Preis LebenskunstLernen der Bundesvereinigung Kulturelle Kinder- und Jugendbildung (BKJ) für die Kooperation mit der Anna-Siemsen-Grundschule verliehen, 2009 der Präventionspreis der Landeskommission Berlin gegen Gewalt und 2011 erhielt der Zirkus den 1. Bundespreis: Bestes deutsches Projekt im Bereich Ernährung und Bewegung für Kita- und Schulkinder.

## Standorte
Standorte des Kinderzirkus sind:
- Altglienicke, Venusstraße 90
- Kreuzberg, Wiener Straße 59
- Marzahn, Otto-Rosenberg-Straße 2
- Neu-Hohenschönhausen, Wartenberger Straße 175
- Tempelhof, Columbiadamm 84
- Alt-Treptow, Bouchéstraße 74

Das Training findet in Zirkuszelten in mehr als 30 Trainingsgruppen mit rund 200 Jungartisten (Stand Frühjahr 2022) statt und veranstaltet Ferienworkshops in den Sommerferien.